# 伊佐勉
伊佐 勉（いさ つとむ、1969年11月2日 - ）は、沖縄県宜野湾市出身のプロバスケットボール指導者である。
2007年にbjリーグ（当時）・琉球ゴールデンキングスのアシスタントコーチに就任する。2013-14シーズンシーズンからはヘッドコーチに昇格し、このシーズンと2015-16シーズンにリーグ優勝を果たした。2016-17シーズン終了とともに退任し、サンロッカーズ渋谷のアシスタントコーチを務める。
2018-19シーズン途中から勝久ジェフリーの退任により、ヘッドコーチに昇格。2022-23シーズン途中で退任。2023-24シーズンから新たにB2リーグに参入する福井ブローウィンズの初代HCに就任。

## 来歴
興南高校で1年時に選抜大会準優勝に導きベスト5を受賞。翌年には地元開催の国体で優勝に貢献。高校の同期に元プロボクサーのピューマ渡久地。現バスケットボール部監督の井上公男は2年後輩に当たる。
専修大学進学後も新人戦でアシスト王を獲得。4年時には主将を務める。同期にはユニバーシアード準優勝メンバーだった脇将典がいる。
卒業後は地元に戻り、大米クラブ（現・レキオスBasket）に入団し選手兼任監督としてプレー。
2001年には全日本クラブ選手権で優勝を果たし、オールジャパンにも出場。
2004年までは学生時代より引き続き国体沖縄県代表に選ばれ続け、1998年のかながわ・ゆめ国体では準優勝に貢献。
2005年には国体同代表アシスタントコーチ、翌2006年にはヘッドコーチとなる。
同年は母校・興南のアシスタントコーチも務める。
2007年に現役を引退し、地元からbjリーグに参戦する琉球ゴールデンキングスのアシスタントコーチに就任する。
2013年オフ、ヘッドコーチ昇格。2013-14シーズンはレギュラーシーズンで歴代最高の43勝をあげて最優秀コーチ賞を受賞。プレイオフも勝ち抜いて就任1シーズン目でのリーグ制覇を達成した。bjリーグ最後となった2015-16シーズンもリーグ制覇を達成。B.LEAGUE発足後も引き続き琉球の指揮を執った後、2017年オフに退任。
2017-18シーズンからは、旧NBLの実業団を母体とするサンロッカーズ渋谷のアシスタントコーチに就任。しかし2018-19シーズン途中に勝久ジェフリーヘッドコーチが解任されたことを受け、後任のヘッドコーチに就任した。
2022年12月23日付で退団。